# ستراک راسماجیان
ستراک تیگرانی راسماجیان (ارمنی: Սեդրակ Տիգրանի Ռասմաճյան؛ زاده ۱۰ مهٔ ۱۹۰۷ - درگذشته ۱ دسامبر ۱۹۷۸) نقاش اهل ارمنستان بود.

## زندگی‌نامه
وی در ۱۰ مهٔ ۱۹۰۷ در آلکساندراپول در به دنیا آمد . وی همچنین برنده جوایزی همچون نقاش شایسته ارمنستان شوروی شد. وی در ۱ دسامبر ۱۹۷۸ در سن ۷۱ سالگی در ایروان درگذشت.